# Monachaster sanderi
Monachaster sanderi är en sjöstjärneart som först beskrevs av Meissner 1892.  Monachaster sanderi ingår i släktet Monachaster och familjen Oreasteridae. Inga underarter finns listade i Catalogue of Life.